# Numerical Linear Algebra with Applications
Numerical Linear Algebra with Applications is een internationaal, aan collegiale toetsing onderworpen wetenschappelijk tijdschrift op het gebied van de
toegepaste wiskunde.
De naam wordt in literatuurverwijzingen meestal afgekort tot Numer. Lin. Algebra Appl.
Het wordt uitgegeven door John Wiley and Sons en verschijnt 6 keer per jaar.
Het eerste nummer verscheen in 1994.